# Tadeusz Kruczkowski
Tadeusz Kruczkowski (ur. 5 stycznia 1961 w Jaskółdach koło Brzostowicy) – polski i białoruski historyk, działacz mniejszości polskiej na Białorusi, prezes Związku Polaków na Białorusi w latach 2000–2005, wykładowca Uniwersytetu Grodzieńskiego.

## Życiorys
Uczył się w Liceum Pedagogicznym w Wołkowysku (1976–1980), później studiował historię na Uniwersytecie Grodzieńskim (1983–1988). Po jej ukończeniu przez kilka miesięcy wykładał w Katedrze Historii Uniwersytetu, po czym podjął studia doktoranckie w Instytucie Słowianozawstwa i Bałkanistyki Rosyjskiej Akademii Nauk. W 1993 uzyskał stopień kandydata nauk (odpowiednik doktora) za pracę „Problematyka polska w rosyjskiej historiografii II połowy XIX wieku”. Po powrocie na Białoruś został pracownikiem naukowym Katedry Historii Powszechnej Uniwersytetu Grodzieńskiego.
Od początku lat dziewięćdziesiątych aktywnie brał udział w życiu społeczności polskiej na Białorusi. Od 1997 do 2000 stał na czele grodzieńskiego oddziału Polskiego Towarzystwa Naukowego. Honorowo pełnił również funkcję prezesa grodzieńskiego oddziału Związku Polaków na Białorusi.
Na V Nadzwyczajnym Zjeździe ZPB w listopadzie 2000 został wybrany prezesem organizacji, zastępując Tadeusza Gawina. Niedługo po swoim wyborze na prezesa ZPB oświadczył, że Związek nie będzie popierać żadnej opcji politycznej i będzie się zajmować wyłącznie sprawami polskimi, w tym szczególnie troszczyć się o interesy Polaków na Białorusi. Jak twierdzą przeciwnicy Kruczkowskiego, po tym oświadczeniu organizacja zawiesiła wszystkie kontakty z białoruskimi organizacjami pozarządowymi oraz partiami opozycyjnymi.
W 2005 r. Tadeusz Kruczkowski przegrał wybory na prezesa ZPB. Według oceny jednej strony, przyczyną porażki była krytyka stylu sprawowania władzy przez dotychczasowego prezesa, zbyt bliskie związki z reżimem Alaksandra Łukaszenki, a także skandal obyczajowy, w jaki wplątany został przewodniczący. Po przegranych wyborach Kruczkowski nie zrezygnował z walki o władzę w Związku. W lipcu wspierany przez milicję i OMON wdarł się do siedziby organizacji w Grodnie, skąd zostali wyrzuceni działacze ZPB oraz kierownictwo, w tym Andżelika Borys. Krytycy wytykają mu fakt, że wystąpił w antypolskim filmie, wyemitowanym przez telewizję białoruską niedługo po marcowym zjeździe ZPB, oraz wziął aktywny udział w nadzwyczajnym, zaaranżowanym przez władze zjeździe, na którym wybrano na przewodniczącego Józefa Łucznika. Za działania na szkodę Rzeczypospolitej Polskiej w 2005 r. Tadeusz Kruczkowski dostał zakaz wjazdu na 15 lat (według innych źródeł – dożywotnio).